# مسعود بخيت
مسعود بخيت لاعب كرة قدم سعودي ، يلعب في الظهير الأيمن في نادي الجبلين.

## مسيرة اللاعب
كانت بداياته مع نادي حطين و لعب بعدها مع نادي النهضة ونادي الحزم ونادي أحد ونادي الرياض ونادي الجبلين.

## روابط خارجية
- مسعود بخيت على موقع Soccerway.com (الإنجليزية)